# Makaze
Makaze (tur. makas), slovenski naziv škare, alat su koji služi za sječenje. Sastoji se od dvije metalne oštrice spojene na takav način da rubovi klize jedan uz drugi. Makazama se sjeku papir, karton, plastika, metalne folije, tkanine, konopac i žica, ali i kose i hrane. Makaze se razlikuju po djelatnosti za koju su namijenjene. Postoje makaze za desnoruke,lijevoruke i univerzalne.

## Istorija
Pretpostavlja se da je do izuma makaza došlo oko 1500. p. n. e. u antičkom Egiptu. Najranije poznate makaze su se pojavile u Mesopotamiji prije 3,000 do 4,000 godina. One su bile tipa opružnih makaza i sastojale su se od dvije bronzane oštrice povezane na ručkama tankom, fleksibilnom trakom od zakrivljene bronze, koja je držala oštrice u usklađenom položaju i omogućavala da se razdvoje nakon što su drške pritisnute šakom. Opružne makaze su se zadržale u upotrebi u Evropi do 16. veka. Paralelno sa opružnim makazama u Rimskom carstvu su počele da se šire i osovinske makaze. Iz Evrope su se proširile po cijelom svijetu. Takve makaze danas poznajemo. 
Godine 1761, je u Londonu otvorena prva zanatska radnja za pravljenje makaza,a još 1649. godine je otvorena kompanija pod nazivom „Fiskars“ koja je proizvodila makaze. Marka „Fiskars“ postoji i dan danas.

### Rana proizvodnja
Kompanija Hangdžou Džang Sjaoćuen u Hangdžou, Kina, proizvodi makaze od 1663. godine.
Vilijam Vitelej & Sans (Šefield) Ltd. je preduzeće koje proizvodi makaze do 1760. godine, iako se veruje da je posao počet još ranije. Prvi zaštitni znak, 332, dodeljen je 1791. godine. Kompanija i danas proizvodi makaze i najstarija je kompanija na Zapadu koja to radi.
Okretne makaze nisu se proizvodile u velikom broju sve do 1761. godine, kada je Robert Hinčlif iz Šefilda proizveo prvi par modernih makaza napravljenih od kaljenog i poliranog livenog čelika. Njegov glavni izazov bio je formiranje lukova; prvo ih je napravio ispunjenim, zatim izbušio rupe, a zatim uklonio metal da bi one bile dovoljno velike da prime korisnikove prste. Ovaj proces je bio naporan i očigledno ga je Hinčlif poboljšao kako bi povećao proizvodnju. Hinčlif je živeo na Čejni skveru (sada mesto gradske skupštine Šefilda), i postavio je znak kojim se predstavljao kao „proizvođač finih makaza“. On je ostvario snažnu prodaju u Londonu i drugde.

### Moderni proizvodni regioni

#### Kina
Ogromna većina globalne proizvodnje makaza odvija se u Kini. Od 2019, Kina je bila odgovorna za 64,3% svetskog izvoza makaza. Kada se kombinuje sa izvozom iz kineskog Tajpeja, ovo raste na 68,3%. Primarni region za proizvodnju makaza u Kini je u provinciji Guandong.
Kompanija Hangdžou Džang Sjaoćuen, osnovana 1663. godine, jedan je od najstarijih proizvođača makaza u neprekidnom radu na svetu. Kompanija je nacionalizovana 1958. godine i sada zapošljava 1500 ljudi koji godišnje masovno proizvode oko 7 miliona pari jeftinih makaza koje se prodaju u proseku za 4 USD po komadu.

#### Francuska
Krajem 14. veka engleska reč „scissors” je ušla u upotrebu. Nastala je od starofrancuske reči „cisoires“ koja se odnosila na makaze.
U Francuskoj postoji nekoliko istorijski važnih regiona za proizvodnju makaza: Gornja Marna u Nužanzon Basini, Šatelero, Tjer i Ruva. Ovi gradovi, kao i mnoge druge zajednice koje se bave proizvodnjom makaza, započele su sa proizvodnjom sablji, mačeva i bajoneta, i vremenom su prešli na makaze i druga sečiva krajem 18. i početkom 19. veka.
Tjers, u departmanu Pij de Dom u Overnji, ostaje važan centar proizvodnje makaza i pribora za jelo. To je dom Muzeja pribora za jelo, koji prikazuje 800-godišnju istoriju gradske izrade sečiva, kao i Kutelije, industrijskog sajma koji se oglašava kao jedno od najvećih godišnjih okupljanja zanatskih proizvođača sečiva u svet.

#### Nemačka
Nemačka je bila odgovorna za proizvodnju nešto manje od 7% svetskog izvoza makaza u 2019. godini. Često nazivan „Gradom oštrica“, Solingen, u Severnoj Rajni-Vestfaliji, bio je centar za proizvodnju makaza od srednjeg veka. Krajem 18. veka procenjuje se da je u Solingenu bilo preko 300 izrađivača makaza.
Grad Solingen je 1995. godine doneo Solingensku uredbu, dopunu zakona iz 1930-ih koji je odredio da se marke „Made in Solingen“ mogu primeniti samo na proizvode koji su skoro u potpunosti proizvedeni u staroj industrijskoj oblasti Solingena. U 2019. ovo se odnosilo na otprilike 150 kompanija koje proizvode visokokvalitetna sečiva svih vrsta, uključujući makaze.
Fridrih Herder, osnovan u Solingenu 1727. godine, jedan je od najstarijih proizvođača makaza koji još uvek rade u Nemačkoj.

#### Italija
Premana, u provinciji Leko, ima tradiciju železara i proizvodnje noževa počev od 16. veka. Godine 1900, bilo je deset radionica za proizvodnju makaza, 20 1952. i 48 do 1960. godine. Danas, Konsorzio Premaks, industrijsko partnerstvo, organizuje preko 60 lokalnih kompanija koje se bave proizvodnjom makaza za globalna tržišta. Italija je 2019. izvezla 3,5% makaza globalno proizvedenih.
Jedna od najstarijih firmi za proizvodnju premanskih makaza koje još uvek rade je Saneli Ambrođo, koja je osnovana 1869. godine.

#### Japan
Izrada makaza u Japanu je evoluirala od pravljenja mačeva u 14. veku. Seki, u prefekturi Gifu, bio je poznati centar izrade mačeva počevši od 1200-ih. Pošto građanima više nije bilo dozvoljeno da nose mačeve, gradski kovači su se okrenuli pravljenju makaza i noževa. Postoji mnogo specijalizovanih tipova japanskih makaza, ali krojačke šivenje je uveo Američki komodor Metju Peri iz Sjedinjenih Država 1854. godine.
Sasuke radionicu u gradu Sakaj južno od Osake vodi Jasuhiro Hirakava, peta generacija majstora za makaze. Kompanija postoji od 1867. godine. Jasuhiro Hirakava je poslednji tradicionalni proizvođač makaza u Japanu, koji pravi makaze u tradicionalnom stilu za koja se veruje da su sečiva tanja, lakša i oštrija od evropskih makaza. Godine 2018, bio je profilisan u dokumentarcu koji je sadržao par njegovih bonsaj komada koji su se prodavali za 35.000 USD.

#### Spain
U Solsoni, u Španiji, proizvodnja makaza počela je u 16. veku. Na industrijskom vrhuncu u 18. veku postojale su 24 radionice, organizovane kao Ceh Svetog Eligija, zaštitnika nožara. Do sredine 1980-ih postojala su samo dva, a do 2021. Palares Solsona, koju su 1917. osnovali Ljuis i Karls Palares Kanal, i koja je još uvek u porodičnom vlasništvu, bila je jedini preostali gradski proizvođač zanatskih makaza.

#### United Kingdom
Šefild, Jork, bio je dom prve masovne proizvodnje makaza počevši od 1761. Do 19. veka postojalo je oko 60 kompanija za proizvodnju čeličnih makaza u Šefildu. Međutim, od 1980-ih, globalizacija industrije i prelazak na jeftinije, masovno proizvedene makaze stvorile su deflaciju cena sa kojom mnogi zanatski proizvođači nisu mogli da se takmiče. Industrija makaza u Šefildu se sastojala od samo dve lokalne kompanije 2021. godine.
Dva preostala proizvođača makaza iz Šefilda su Vilijam Vajtli, osnovan 1760. i Ernest Rajt, koji je osnovan 1902. Oboje se sada fokusira na vrhunsku/nišnu izradu „proizvoda za život“, a ne na masovnu proizvodnju. Između ove dve firme procenjuje se da ne postoji više od deset „Putter-Togetherers“ ili „Putters“ koji su majstorski obučene zanatlije odgovorne za visokokvalitetno sklapanje šefildskih makaza. Godine 2020, Ernest Rajt je dobio nagradu za ugrožene zanate od strane Britanskog udruženja zanatskog nasleđa.